# Unterwössen
Unterwössen è un comune tedesco di 3 507 abitanti, situato nel land della Baviera.